# Pterochilus mochii
Pterochilus mochii är en stekelart som beskrevs av Giordani Soika. Pterochilus mochii ingår i släktet Pterochilus och familjen Eumenidae. Inga underarter finns listade i Catalogue of Life.